# كرايغ ميلز
كرايغ ميلز هو لاعب هوكي الجليد كندي، ولد في 27 أغسطس 1976 في تورونتو في كندا.

## وصلات خارجية
- كرايغ ميلز على موقع دوري الهوكي الوطني (الإنجليزية)
- كرايغ ميلز على موقع قاعة مشاهير الهوكي (لاعب أن.إتش.أل) (الإنجليزية)
- كرايغ ميلز على موقع EliteProspects.com (الإنجليزية)
- كرايغ ميلز على موقع Eurohockey.com (الإنجليزية)
- كرايغ ميلز على موقع HockeyDB.com (الإنجليزية)
- كرايغ ميلز على موقع Hockey-Reference.com (الإنجليزية)